# Сулейман Челеби
Сулейма́н Челе́би, Эми́р Сулейма́н (тур. Süleyman Çelebi, Emir Süleyman, греч. Σουλαϊμάνης, лат. Musulmanum Calabi; 1375 или 1377 — 17 февраля 1411) — один из сыновей Баязида I, правитель Румелии и части Анатолии в период Османского междуцарствия.
Во время правления Баязида Сулейман участвовал в его завоевательных кампаниях как в Румелии, так и в Анатолии. В 1402 году Сулейман Челеби, как и его братья Иса, Муса, Мустафа и Мехмед, принимал участие в битве при Анкаре. Ему удалось спастись и бежать с поля битвы в Бурсу, а затем в Румелию. Сулейман заключил мирный договор с византийским императором Мануилом II, уступив ему часть территорий и отправив заложниками брата, сестру и сына.
После победы у Анкары Тамерлан разделил Османскую империю. Он восстановил все захваченные османами бейлики, а остальную территорию империи разделил на три части. Сулейман Челеби контролировал османские провинции в Румелии (столица в Эдирне), в Анатолии западная часть османских территорий со столицей в Бурсе была отдана Исе Челеби, а восточная часть османских территорий со столицей в Амасье — Мехмеду Челеби. Муса оказался под опекой Мехмеда. После ухода Тамерлана из Анатолии начался период активного противостояния сыновей Баязида друг с другом. В 1403 году в братоубийственной борьбе погиб Иса. Затем до 1408/09 года продолжалось противостояние Мехмеда и Сулеймана. Мехмед Челеби освободил Мусу, намереваясь использовать против Сулеймана. Муса и Сулейман сразились несколько раз. В феврале 1411 года Муса захватил Эдирне, Сулейман бежал в Константинополь и был убит по дороге.
Источники приписывали Сулейману пристрастие к пьянству и дебошам, но именно благодаря ему Румелия осталась османской после битвы при Анкаре.

## Биография

### При жизни отца
Сулейман Челеби был вторым сыном османского султана Баязида I, старшим был Эртогрул Челеби. Историк А. Акгюндюз датировал (не указывая источников) рождение Сулеймана 1375 годом, «Оксфордский словарь Византии» — 1377-м (?).
Впервые Сулейман Челеби упоминается в источниках как правитель санджака Айдын (на месте присоединенного османами бейлика Айдыногуллары) после анатолийской кампании Баязида зимой 1389/90 года. Н. Йорга полагал, что до этого Сулейман Челеби правил в Румелии. В 1393 (1399 или 1400) году после смерти Эртогрула Челеби в битве при Кыркдилыме с Кади Бурханеддином Сулейман стал старшим из сыновей Баязида. Он был назначен править санджаками Айдын, Сарухан (на месте присоединённого османами бейлика Саруханогуллары) и Карасы (на месте присоединённого османами бейлика Карасыогуллары).
М. Гёкбильгин писал, что возможность союза венгров и болгар для сопротивления османам обеспокоили Баязида, и он отправил войско под командованием Сулеймана Челеби, которое после осады захватило Тырнову. Согласно Н. Йорге, Сулейман Челеби завоевал Тырнову в 1393 году. Однако это событие не упоминается в османских источниках.
Возможно, в 1396 году Сулейман Челеби участвовал в битве при Нигболу. Источники не упоминают его участия в сражении, но о его присутствии сообщал попавший в плен к османам в этой битве И. Шильтбергер. По его словам, Баязид хотел перебить пленников, а его старший сын спас тех, кому не исполнилось 20 лет.
В 1398 году Сулейман Челеби по приказу отца возглавил кампанию против правителя Ак-Коюнлу Кара-Юлука Османа и победил его. Согласно принимавшему участие в кампании И. Шильтбергеру, после гибели Кади Бурханеддина жители Сиваса не хотели сдавать город Кара-Юлуку и обратились к Баязиду, прося его прогнать Кара-Юлука и принять их под свою власть. Баязид послал двадцать тысяч всадников и сорок тысяч пехотинцев во главе со своим сыном, названным Шильтбергером «старшим». Из-за растянутости османских сил Кара-Юлук чуть было не победил, но «сын царя ободрил своих воинов и возобновлял сражение три раза кряду». Прогнав Кара-Юлука, Сулейман Челеби подошёл к городу и послал за отцом. После того, как Баязид прибыл и занял город, он отдал его сыну. По словам И. Шильтбергера, султан «поставил там царём сына своего Мехмеда, не того, который изгнал Османа». Однако, согласно Ибн Арабшаху, Баязид «старшего сына эмира Сулеймана назначил над сивасцами наместником». Историк Л. Кайяпынар принял эту версию и указал в «Исламской энциклопедии», что провинцией Сивас после этой кампании управлял Сулейман Челеби.
В 1400 году, когда Тамерлан был на подходе к Сивасу, Сулейман Челеби покинул город и оставил его защиту Мустафе Малкочоглу. После этого Сулейман снова стал управлять санджаками Сарухан, Айдын и Карасы. В 1402 году Сулейман Челеби, как и его братья Иса, Муса, Мустафа и Мехмед, сопровождал отца в походе против Тамерлана. Он сражался на левом фланге в битве при Анкаре со своими солдатами из Сарухана, Айдына и Карасы. Современник событий историк Тимуридов Шарафаддин Язди писал: «С другого от себя бока он поставил своего сына, Мусульман [Сулейман] Челеби, с войском Рума. Баязид встал в куле [Кул (кол) — центр армии; корпус, в котором держал свой стяг главнокомандующий], а трёх сыновей — Мусу, Ису и Мустафу — поставил позади себя. Мухаммад Челеби встал во главе военачальников Рума». Воины из Айдына, находившиеся в войске Сулеймана, увидели своих беев (сыновей Исы-бея) в армии Тамерлана и повернули оружие против османов. Таких перебежчиков, по словам Дуки, было 500 человек. Ангорская битва закончилась сокрушительным поражением османской армии. Баязид был взят в плен вместе с Мусой и Мустафой.

### После битвы при Анкаре
Когда стало понятно, что битва проиграна, османские военачальники (Эйне-бей, Чандарлы Али-паша, ага янычар Хасан, Кара Тимурташ-паша и Эвренос) спасли с поля битвы вместе с остатками армии Сулеймана Челеби, поскольку считали его наследником Баязида. Он первым из спасшихся сыновей султана отправился в Бурсу. Узнав, что внуки Тамерлана Мухаммед Султан и Абу Бакр преследуют его, он покинул Анатолию, забрав из Бурсы младшего брата Касыма (Юсуфа) Челеби, сестру Фатьму и казну. Сулейман пересёк Дарданеллы и прибыл в Галлиполи во главе значительной армии. Шарафаддин Язди писал, что «Абу Бакр отправил известие: „Мусульман Челеби бежал по морю“». «Краткая греческая хроника» датирует появление Сулеймана в Румелии 20 августа и сообщает, что Сулейман прибыл с братом (согласно П. Шрайнеру, это был Иса).
Сулейману Челеби было необходимо обеспечить себе мир с христианами и найти союзников. Уже до 4 сентября он предложил византийцам заключить мирный договор, по которому обязался отдать им флот, Галлиполи и часть Румелии. Согласно письму Томмазо да Молино из Перы, датированному 24 сентября 1402 года, в это время Сулейман был в Константинополе. Однако переговоры о договоре затянулись, поскольку император Мануил II был в Европе, а правивший вместо него его племянник Иоанн VII не решался подписать договор. Кроме того, османские румелийские беи были недовольны уступками, сделанными Сулейманом византийцам. Посол Сулеймана в начале декабря 1402 года просил венецианцев о посредничестве в деле заключения договора с Мануилом. В тот же период времени Сулейман заключил мирный договор с валашским правителем Мирчей I (между 29 сентября и 28 октября 1402 года). Наконец, в январе или феврале 1403 года Галлипольский договор с византийцами был заключён и подписан соправителем Мануила Иоанном VII. Среди сторон договора были также госпитальеры, Венеция, Генуя и герцог Наксоса. Сулейман Челеби в договоре клялся не только именем Бога и его пророка Мухаммеда, но и именем «другого великого пророка» (Иисуса Христа). Из-за этого, по словам Дуки, Муса Челеби назвал Сулеймана «наполовину неверным». По договору Византия получала захваченные ранее османами Фессалонику, Каламарию, территорию от реки Галикос до области Вардарес, побережье Мраморного моря до Месембрии на Чёрном море. Византийцы и генуэзцы были освобождены от дани. Стефан Лазаревич сохранял территории, но должен был продолжать платить ежегодную дань и оказывать военную поддержку османам, он не смог улучшить своё положение. Венецианцам переходили все их территории, ранее завоёванные у них османами, дополнительно — Афины и территория напротив Негропонте. Сулейман Челеби женился на племяннице императора (дочери деспота Мореи Феодора Палеолога) и отправил в Константинополь заложниками брата Касыма, сестру Фатьму и сына Орхана.

Анатолия после 1402 года

После победы у Анкары в 1402 году Тамерлан разделил Османскую империю. Он восстановил почти все захваченные османами бейлики, а остальную территорию империи разделил на три части. Сулейман Челеби контролировал османские провинции в Румелии (столица в Эдирне), в Анатолии османские территории были разделены между Исой Челеби (западная часть, столица в Бурсе) и Мехмедом Челеби (восточная часть, столица в Амасье).

### Междуцарствие 1403—1404 годов
По словам Шарафаддина Язди, из Кютахьи Тамерлан послал к Сулейману требование подчиниться. От Сулеймана к Тамерлану приехал посол шейх Рамазан с дарами и передал, что Сулейман Челеби признаёт права Тамерлана на османские земли в Анатолии. Во время осады Смирны Тамерлан дал ему ярлык на правление в Румелии: «оказал великодушие сыну кесаря и отдал ему Фракию со всеми прилегающими, издал об этом знак и тамгу и отправил к нему». Иса Челеби тоже отправлял посла и получил ярлык. Мехмед признал право Сулеймана Челеби править в Эдирне, первым поздравил его и прислал подарки. Эмир Сулейман отправил ответные дары. После смерти Баязида в 1403 году Тамерлан освободил Мусу Челеби и отправил в Бурсу с ярлыком, отменяющим ярлык Исы. После ухода Тамерлана из Анатолии начался период активного противостояния сыновей Баязида друг с другом.
Мехмед пытался заставить Ису Челеби в Анатолии подчиниться, а Сулейман поддерживал притязания Исы Челеби на Бурсу, пытаясь ослабить Мехмеда Челеби. Весной 1403 года началась борьба между Исой и Мехмедом за Западную Анатолию. После поражения от Мехмеда Челеби при Улубате в 1403 году Иса Челеби бежал в Константинополь к византийскому императору, а Мехмед взошёл на трон в Бурсе и объявил себя османским правителем Анатолии. Летом 1403 года Сулейман отправил посланника к императору и потребовал, чтобы Иса Челеби был отправлен к нему. Иса Челеби прибыл в Эдирне. Сулейман утверждал, что править в Анатолии должен Иса Челеби, а не Мехмед Челеби. Он поддержал Ису Челеби деньгами и солдатами и отправил к Бурсе. Иса Челеби переправился с армией в Анатолию, и в регионе снова вспыхнула гражданская война. С армией, предоставленной Сулейманом, Иса Челеби покорил бывшую территорию бейлика Карасыогуллары, взял Бейпазары и Сиврихисар. Затем Иса Челеби подошёл к Бурсе и потребовал сдачи города, но жители Бурсы заявили, что они передадут город победившему.
Иса Челеби продолжал свою борьбу в Анатолии до своей смерти в августе 1403 года. Османские и некоторые византийские источники подтверждают, что Иса Челеби и Сулейман Челеби действовали вместе. Есть также информация, что Иса Челеби был убит Мехмедом Челеби; некоторые исследователи утверждают, что Иса Челеби был убит Сулейманом Челеби. Энвери и Ибн Хаджар сообщали, что Сулейман Челеби схватил и убил Ису Челеби. Халкокондил заявлял, что Иса Челеби сражался с Сулейманом Челеби и был взят им в плен. Письмо из Рагузы королю Венгрии от 11 августа, передающее сведения, сообщённые из Леванта, содержит сообщение, что «„Целопия“ (челеби) одержал победу над своим братом и убил его». В то время европейцы называли «Целопия» Сулеймана Челеби. По мнению османиста Э. Захариаду, проанализировавшей современные событиям источники, Иса Челеби был убит по приказу Сулеймана Челеби.

### Междуцарствие 1404—1408 годов

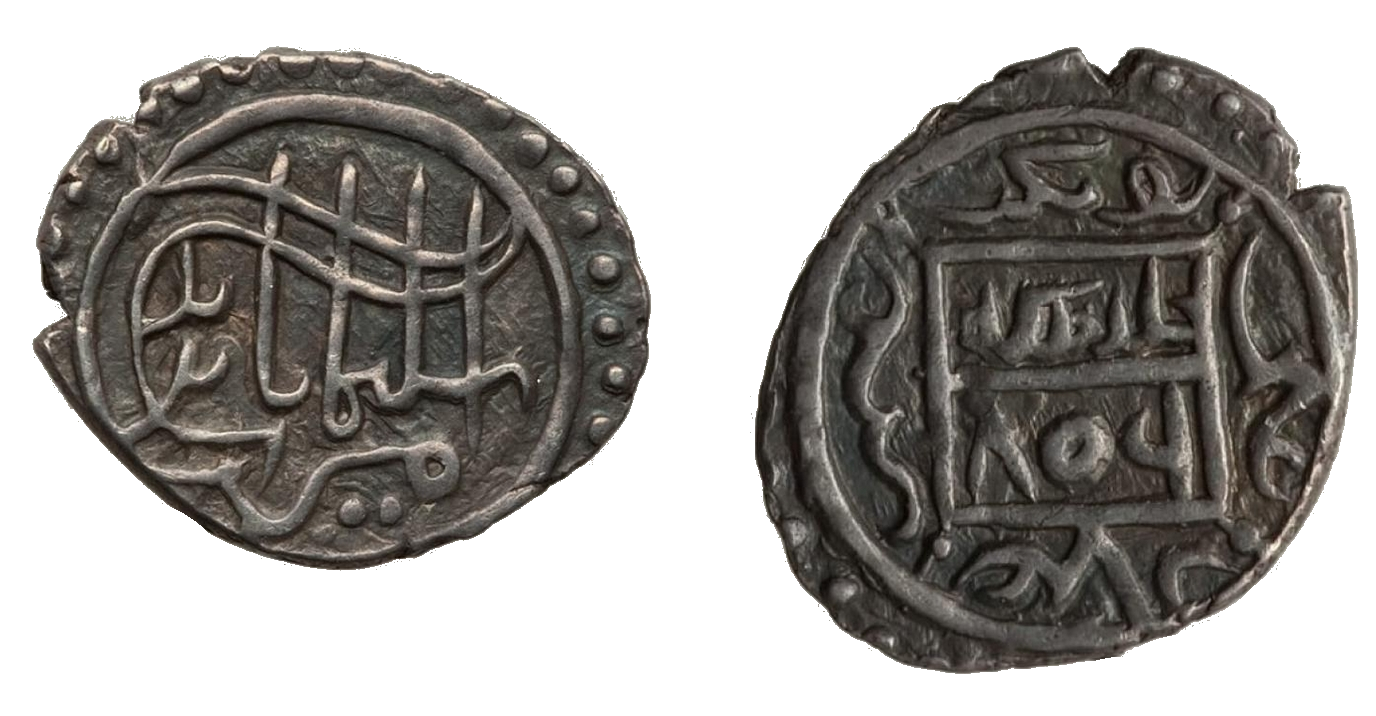
Монета с именем Сулеймана Челеби, 1404 год

Из Эдирне Эмир Сулейман следил за борьбой между своими братьями в Анатолии. Он лично отправился в Анатолию, чтобы противостоять Мехмеду Челеби. К марту 1404 года Сулейман взял Бурсу. Когда Сулейман Челеби прибыл в Анатолию, Мехмед оказался в положении, близком к первым месяцам междуцарствия. Хотя, согласно анонимной хронике «Ahval-i Sultan Mehmed», Мехмед «разослал письма во все уголки земли, в которых говорилось: „Пусть армии Анатолии соберутся в Анкаре“», откликнулись лишь немногие из его вассалов. Армия Сулеймана была велика, а Мехмед не смог собрать достаточного числа солдат. Если бы Мехмед остался в Анкаре, то он бы рисковал попасть в плен к своему брату. Поэтому Мехмед отправился со своим двором в Рум, оставив Анкару в руках её бейлербея с 1399 года Фирузбейзаде (или Фирузоглу) Якуб-бея (его отец был бейлербеем Анкары в 1387 году, его потомок — известный хронист Турсун-бей). Мехмед оставил защиту Анкары Якуб-бею, рассчитывая, что Сулейман оставит того управлять крепостью. Когда Сулейман подошёл к Анкаре, жители города решили передать ему город. Якуб с гарнизоном укрылся в крепости и написал Мехмеду письмо с просьбой о помощи. Согласно «Ahval-i Sultan Mehmed», визирь Сулеймана Чандарли Али Паша перехватил ответ Мехмеда и подменил. В ложном ответе содержался приказ Якубу сдать крепость Сулейману. Эта версия изложена в статье М. Гёкбильгина. По мнению Д. Кастрициса, «это не единственная история в „Ахвале“, которая возлагает вину за неспособность Мехмеда справиться с Сулейманом в период 1404—1409 годов на коварные уловки Али Паши», и «традиция османских хроник демонизирует Али Пашу и семью визирей Чандарлы как корень всех социальных и политических зол». Тем не менее Д. Кастрицис не считал эту историю однозначно выдуманной. Оставив в Анкаре губернатором Якуба, Сулейман вернулся в Бурсу.
22 марта 1404 года Клавихо упоминал, что Карадениз-Эрегли и Самсун находились под властью Сулеймана Челеби. Мехмед не мог оказать серьёзного сопротивления Сулейману Челеби, и тот за короткое время подчинил бо́льшую часть Анатолии. Согласно Оруджу и «Анонимной османской хронике», в это время Мехмед признал верховенство Сулеймана Челеби. После этого между второй половиной 1404 года и летом 1405 года Сулейман Челеби вернулся в Румелию.
По словам Константина Философа, возвращение было вызвано восстанием некоторых городов в Болгарии «под предводительством сыновей болгарских царей». Затем «всё стихло, как после бури, и король Сулейман отправился в поход на Восток».
Он прибыл в Анатолию летом 1405 года и оставался там около пяти лет до начала 1410 года. Согласно донесениям из Республики Рагуза от июня 1407 года, Сулейман Челеби победил Мехмеда Челеби в битве, и последний сбежал и укрылся в горах вблизи Смирны. Венецианские агенты в сентябре того же года доносили, что Сулейман готовил свой флот в Галлиполи против «Аясолука, Палатии и Смирны». Бей Смирны Джунейд вовлёк в союз против Сулеймана беев Ментеше, Карамана и Гермияна. По словам Дуки, Мехмет-бей Караманид выставил 3000, а Якуб Гермиянид — 10 000 солдат. Они присоединились к отряду Джунейда из 5000 человек в Аясолуке. Сулейман во главе армии из 25 000 человек добрался до Смирны. Узнав о прибытии беев к Джунейду, Сулейман произвёл передислокацию войск и построил в окрестности Аясолука укреплённый лагерь. Обе стороны не решались напасть друг на друга, но шпионы Джунейда сообщили ему, что другие правители планируют предать его, схватить и выдать Сулейману, чтобы договориться о благоприятных условиях. Джунейд немедленно поручил своему брату Кара Хасану, который удерживал цитадель Аясолука, быть настороже и отправился к Сулейману. Дука сообщал, что Джунейд надел петлю на шею и пришёл к османскому правителю как раскаявшийся грешник. Сулейман был этим тронут и помиловал его, но когда Джунейд предложил возглавить армию против беев Карамана и Гермияна, Сулейман отказался, не вполне доверяя перебежчику. После рассвета началось наступление в направлении Аясолука. Два бея, увидев, что Джунейд скрылся посреди ночи, собрали свои силы и быстро ушли на восток.
Несмотря на постоянную борьбу с Мехмедом, Сулейману удалось закрепить свою власть в Анатолии. Поэтому венецианцы стали называть его в 1406 году «императором турок» — Musulmanum Çalabi Imperatorem Turchorum.

### Борьба с Мусой
Мехмед Челеби освободил Мусу Челеби, намереваясь использовать против Сулеймана. Это было отвлекающим манёвром, чтобы заманить Сулеймана в Румелию и развязать в Анатолии Мехмеду Челеби руки. Сулейман Челеби понимал, что Муса Челеби может стать опасным соперником. Ашикпашазаде писал, что Сулейман через посланника передал беям Карамана и Гермияна, чтобы они «не отпускали его брата Мусу». Муса Челеби узнал об этом и бежал в Синоп к Исфендияру. Это могло быть в 1408 году. Сулейман Челеби узнал об этом и выступил против Исфендияра, но кампания затянулась и не принесла успехов. Сулейман Челеби был вынужден зимовать в Гейнюке и вести переговоры с беем Джандарогуллары. Однако, когда они достигли соглашения, Муса Челеби уже договорился переправиться в Валахию в сопровождении послов Мирчи. Есть доказательства того, что византийский император Мануил II Палеолог был замешан в заговоре с целью доставить Мусу Челеби в Румелию. Симеон Солунский в 1427 или 1428 году писал: «неверный Моисей [Муса], которого благочестивый василевс [император] Мануил пригласил и почтил большим вниманием, снабдив его обильной провизией и компетентными помощниками, и переправил его в Валахию». Д. Бальфур не счёл слова Симеона заслуживающими доверия. Мирча, враг Сулеймана, хорошо принял Мусу Челеби и отдал в жёны свою дочь.
Сулейман старался поддерживать мир с христианами в Румелии. По словам Э. Захариаду, это не было его личной политикой. Все султаны стремились избежать конфликтов в Румелии, если находились в Анатолии. Между османами и христианами в 1403—1410 годах было несколько столкновений. Тем не менее в период правления Сулеймана Челеби в Румелии количество набегов на христиан уменьшилось. Его политика в отношении христиан была в целом миролюбивой. Акынджы были этим недовольны, поскольку их доходы зависели от грабежа и военной добычи. Они сплотились вокруг Мусы Челеби. Сулейман проводил политику, при которой набеги совершались в пользу одного христианского правителя против другого. Например, в 1409 году османы поддержали Вука Лазаревича против его брата Стефана. В Валахии около 1409 года османы и византийцы поддержали сына Мирчи против его отца. По словам Э. Захариаду, это «было фатальным для Сулеймана, потому что это привело к союзу между Мирчей и Мусой».
С помощью войска своего тестя в период между сентябрём 1409 и январём 1410 года Муса Челеби совершил набег на Месембрию, которую эмир Сулейман Челеби уступил Византии в 1403 году. В феврале 1410 года Муса Челеби вторгся во владения эмира Сулеймана. Ему удалось легко занять Эдирне. К маю того же года Муса Челеби захватил Галлиполи, чтобы помешать эмиру Сулейману, находившемуся на момент нападения в Анатолии, попасть в Румелию.
Сулейман Челеби сначала проигнорировал появление Мусы в Румелии, но затем из-за его успехов был вынужден вернуться. Он обратился к Мануилу II Палеологу, и тот помог ему пересечь проливы. По словам Дуки, Сулейман не захотел оставить Джунейда в Анатолии. Он взял его с собой в Румелию и назначил санджакбеем Охрида, а в Айдыне Сулейман посадил править своего человека. Вероятно, власть Сулеймана над анатолийскими бейликами в то время ослабевала, и Сулейман пытался обеспечить лояльность Джунейда, держа его под надзором. Узнав об отъезде Сулеймана, в Анатолии Караманоглу начал захватывать земли, принадлежащие эмиру, а Мехмед захватил Анкару и Бурсу и отчеканил монеты в знак своего восшествия здесь на престол.
15 июня 1410 года Сулейман Челеби победил Мусу Челеби в битве при Космидионе . Это было первое крупное сражение между братьями. Оно описано в трёх византийских кратких хрониках, Константином Философом и Халкокондилом. Согласно анонимной хронике «Ahval-i Sultan Mehmed», Муса Челеби проиграл битву, потому что часть беев переметнулась снова к Сулейману Челеби. Их имена в хронике не указаны, но Константин Философ утверждал, что перед битвой на сторону Сулеймана Челеби перешёл Вук, брат Стефана Лазаревича. Согласно Халкокондилу, Мануил II уговорил Стефана перейти на сторону Сулеймана Челеби. Этому противоречит отчёт Константина Философа, по которому Стефан при Космидионе сражался на стороне Мусы и лишь после поражения Мусы отправился к Мануилу. После битвы при Космидионе Муса Челеби и эмир Сулейман боролись за контроль над Сербией и Болгарией. Согласно Константину Философу, Сулейман Челеби послал Вука Лазаревича захватить землю его брата Стефана. Муса отправил в Филиппополь эмира Ильяса, который вернул город и захватил Вука Лазаревича и Лазаря Бранковича. Он доставил их к Мусе, который казнил Вука за предательство. У Эдирне 11 июля 1410 года между братьями состоялась ещё одна битва. По словам Константина Философа, Муса перед битвой требовал от Лазаря Бранковича убедить его старшего брата Георгия встать на свою сторону. Эту битву Муса Челеби тоже проиграл и перед отступлением из Эдирне казнил Лазаря, оставив его тело на поле боя. После поражения Муса Челеби укрылся у временного союзника, деспота Стефана Лазаревича. Вскоре Муса вернулся, и до осени 1410 года братья продолжали войну.
Георгий Бранкович отправился с армией Сулеймана Челеби в Филиппополь и сжёг город как месть за брата. По словам Константина Философа, после того, как Георгий и Сулейман Челеби покинули Филиппополь, Муса Челеби отправил в город одного из своих эмиров. Он убедил жителей, что Сулейман Челеби низложен, и забрал собранные там налоги. Узнав об этом, Сулейман снова обложил жителей налогом. Кроме того, Сулейман Челеби арестовал знатных мусульман и хотел их казнить, но его убедили простить их. После того, как Сулейман Челеби ушёл, в город вернулся Муса, разграбил город и убил митрополита. Узнав об этом, снова вернулся Сулейман Челеби, а Муса снова бежал.

### Смерть
Источники неясно освещают последовательность событий между битвой при Эдирне 11 июля 1410 и последней битвой Мусы Челеби с Сулейманом Челеби 17 февраля 1411. Константин Философ утверждал, что Сулейман Челеби платил своим солдатам в Эдирне, чтобы заручиться их поддержкой. Все источники согласны в том, что в период между 11 июля 1410 и 17 февраля 1411 года Сулейман Челеби лишился поддержки подавляющего большинства сторонников. Они массово перешли на сторону Мусы Челеби, когда он появился у Эдирне. В «последний зимний день» (предположительно, 13 февраля 1411 года) Муса совершил набег на Эдирне. Согласно греческим и османским источникам, Муса Челеби для нападения воспользовался моментом, когда Сулейман был пьян. Сулейман Челеби был в общественной хаммаме и прогнал тех, кто сообщил ему о нападении Мусы Челеби.
Согласно «Ахвал», когда один из его людей сообщил Сулейману Челеби в хаммаме, что Муса Челеби захватил территорию вокруг города, он разгневался, что его беспокоят, и приказал казнить вестника. Хаджи Эвреноса он прогнал, а Хасану-аге велел сбрить бороду. Хасан-ага не перенёс такого оскорбления и перешёл на сторону Мусы Челеби со всей стражей Сулеймана Челеби. В итоге «из известных беев только Караджа-бек, Кара-Мукбил и Орудж-бек остались с Сулейманом». Краткая византийская хроника описывала эти события похожим образом: «По мере того, как эмир Сюльман принялся купаться и выпивал одну рюмку за другой, вельможи и вельможи пресытились, и армии ушли и начали дезертировать к Муса-беку». Отчёты Дуки и Ашикпашазаде аналогичны в части пьянства Сулеймана Челеби в хаммаме, его отказе поверить в то, что Муса Челеби пришёл с армией, и его бегстве. По мнению Д. Кастрициса, пьянство Сулеймана Челеби в османских хрониках «служит очевидным политическим целям».
Сулейман Челеби пытался бежать в Константинополь, но 17 февраля 1411 года был схвачен и убит. Источники не сходятся в том, отдавал ли Муса Челеби приказ об убийстве брата. Краткая византийская хроника сухо сообщала: «Когда эмир Сульман услышал об этом, он испугался и попытался бежать, но был пойман в районе Брисе и задушен 17 февраля, то есть во вторник». Согласно «Ахвал», Сулейман Челеби бежал ночью в Константинополь, но во время бегства проводник предал его, приведя в чужую деревню Дюгюнджю, жители которой окружили их и взяли в плен. Крестьяне выдали беглеца Мусе, который велел тут же удушить брата. Однако Ашикпашазаде и Дука утверждали, что Муса Челеби не приказывал казнить брата. Согласно их описаниям, когда Муса узнал, что Сулейман убит жителями деревни, он приказал сжечь деревню, чтобы отомстить за его убийство. Согласно «Оксфордскому словарю Византии» он был убит или схвачен и задушен по приказу Мусы Челеби. Д. Кастрицис писал: «Мы никогда не узнаем наверняка, был он казнён по прямому приказу Мусы или нет».
Голову Сулеймана Челеби сначала привезли Мусе в Эдирне, а затем тело захоронили в Бурсе у тюрбе Мурада I.

## Семья
- Жена или наложница;
  - Орхан (1395—1429). Был заложником в Константинополе. Он был пленён Мехмедом в Ларисе и отправлен в Бурсу. Умер во время эпидемии чумы 1429 года и похоронен в Бурсе в гробнице Мурада[1][4].
    - Орхан[4].
    - Мехмедшах. Казнён в 1421 году[4].
    - Дочь[4].
- Жена: дочь деспота Мореи Феодора Палеолога, брак заключён в октябре 1402 года[4].

## Титул
Османская историография не рассматривала Сулеймана Челеби как султана. Мехмед Челеби победил в братоубийственной войне в османского междуцарствия, и именно его османские историки считали законным султаном.
В то время титул «челеби» означал «принц» или «молодой господин». Относительно периода междуцарствия титул «челеби» и греческий аналог греч. Κυριτζής в основном относили к Мехмеду. Из-за юного возраста этот титул часто использовали по отношению и к Мусе. Титул «бей» применялся преимущественно с именами Мусы и Исы. Сулеймана же чаще называли «эмиром».

## Личность
Дука описывал его как воинственного, сильного, терпимого, милосердного и доброго. Куда бы он ни шёл, те, кто нуждался в пище, были накормлены. Халкокондил описывал его как храброго воина.
О характере Сулеймана свидетельствовал И. Шильтбергер. Он сообщал, что Баязид после битвы при Нигболу хотел перебить пленников, но его старший сын спас тех, кому не исполнилось 20 лет: «Взяли тогда и моих товарищей и отсекли им головы. Когда же дошла очередь до меня, сын короля, заметив меня, приказал, чтобы меня не лишали жизни. Меня тогда повели к другим юношам, ибо не убивали тех, которые не имели ещё двадцати лет от роду». После того, как пленников доставили в столицу, часть из них, включая и Шильтбергера, осуществили побег. Их поймали и посадили в тюрьму, но Сулейман «выхлопотал им освобождение».
Энвери сообщал, что Сулейман Челеби покровительствовал Ахмеди и приглашал его на пиры и увеселительные сборища. Ахмеди посвятил правителю Румелии «Джемшид и Хуршид», «Искендер-наме» и «Tervihu’lervah» (медицинский труд, посвящённый диагностике, анатомии и патологиям). Поэт Сулейман Челеби Деде (1351—1422) написал в период его правления «Mevlid» («Рождение пророка»). Сулейман Челеби покровительствовал поэтам Ниязи, Хамзеви и врачу Хаджи-паше. Он начал строительство Эскиджами в Эдирне.
Османская историография принижала личность Сулеймана и превозносила Мехмеда. Все историки периода отмечали чрезмерное пристрастие Сулеймана Челеби к алкоголю и развлечениям. По мнению Д. Кастрициса, «упоминания в османских и византийских хрониках о том, что эмир Сулейман пил в банях (хаммамах), не следует принимать за чистую монету. Хотя есть признаки того, что Сулейман действительно любил вино и придворную жизнь, такие привычки отнюдь не были редкостью среди средневековых исламских правителей». Согласно Э. Захариаду, «возможно, он и был бонвиваном, который целыми днями распивал вино в хаммаме, но он не был безответственным. Как следует из документов, он был султаном, сохранившим статус-кво в Румелии после катастрофы Анкары».